# Geoje
Geoje (Geoje-si; 거제시; 巨濟市), è una città della provincia sudcoreana del Gyeongsang Meridionale.

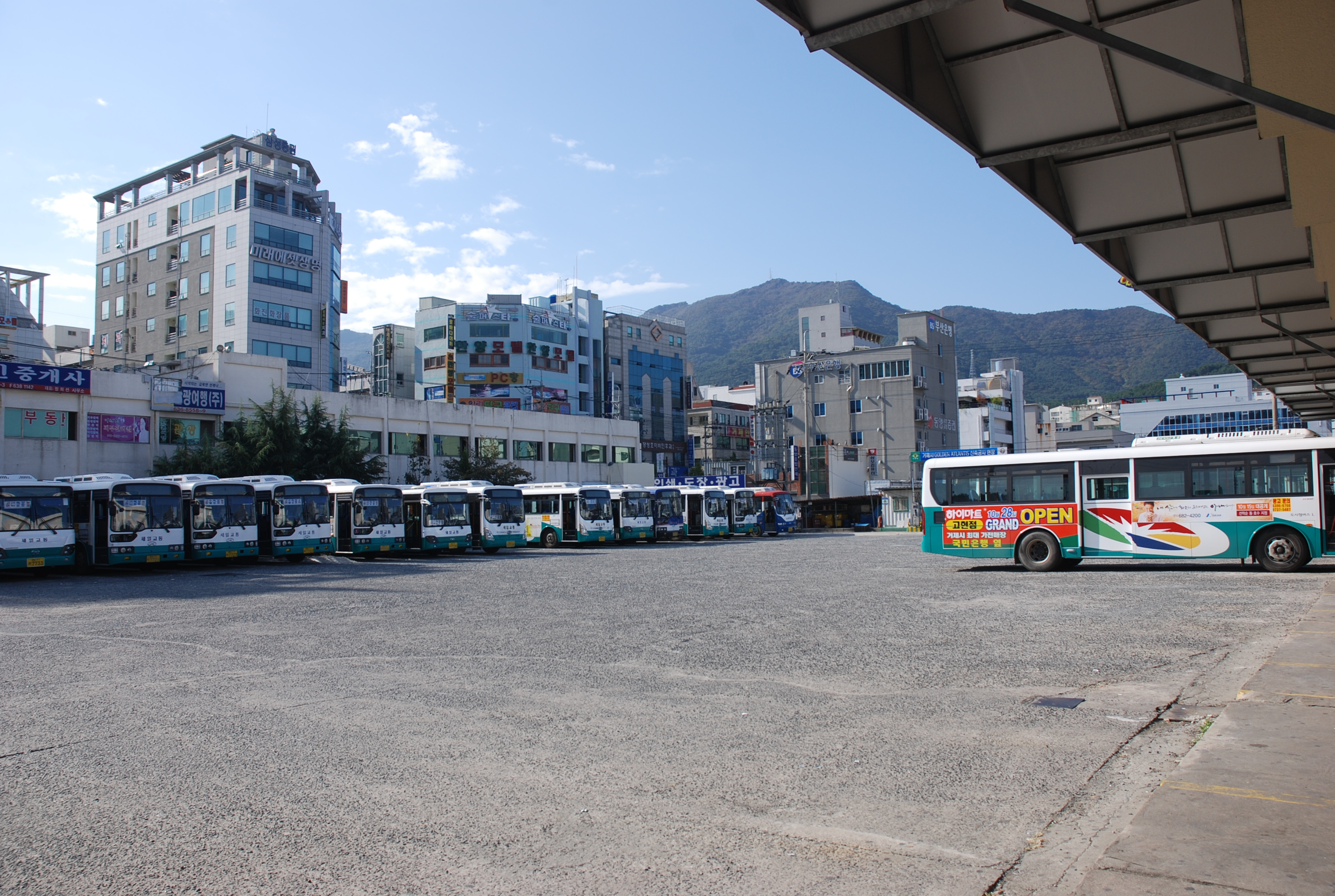
Autostazione (Autobus urbano)
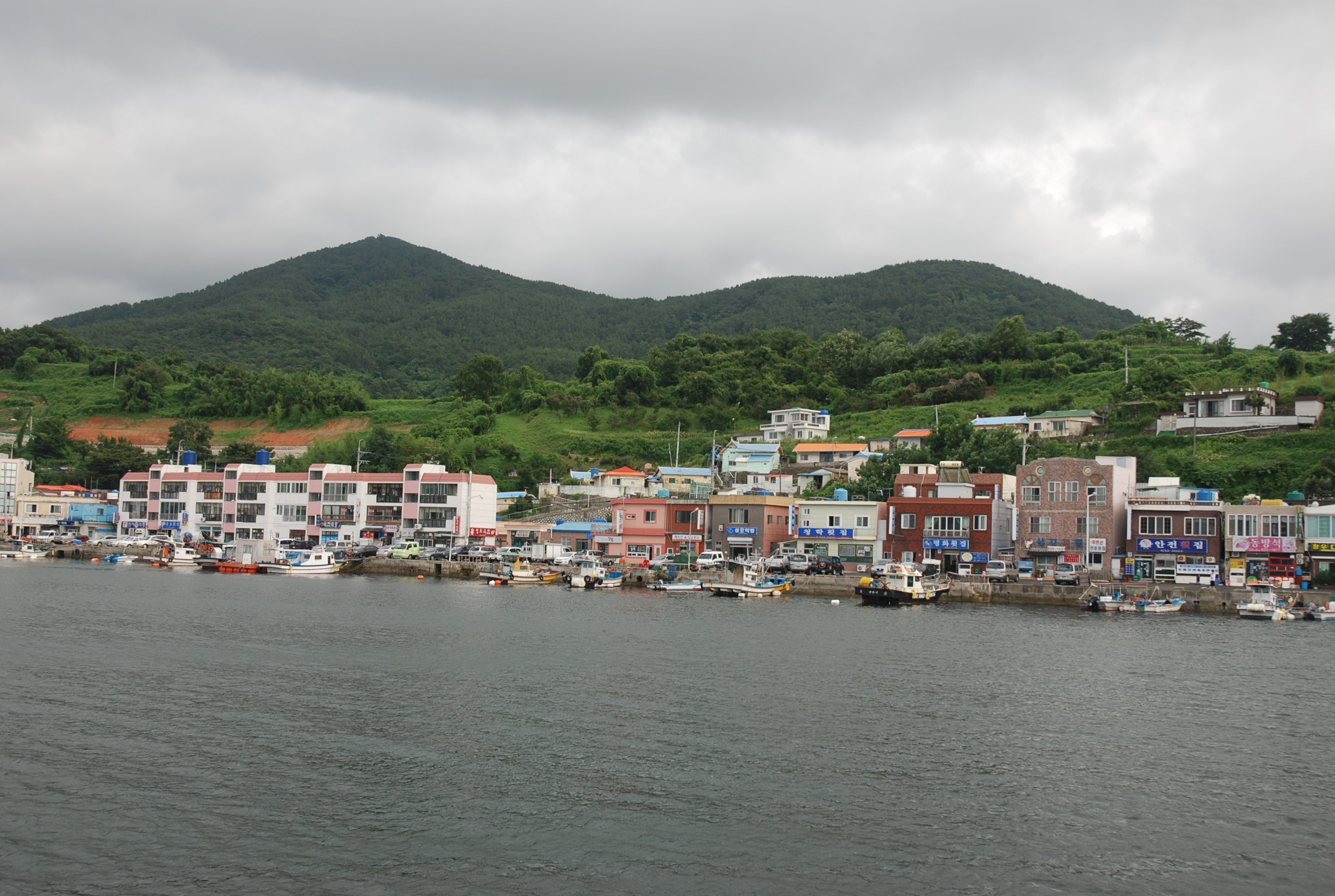
Porto di Seongpo